# Saint-Cyr-du-Bailleul
Saint-Cyr-du-Bailleul ist eine französische Gemeinde mit 349 Einwohnern (Stand: 1. Januar 2022) im Département Manche in der Region Normandie. Die Gemeinde gehört zum Arrondissement Avranches und zum Kanton Le Mortainais. Die Einwohner werden Saint-Cyriens genannt.

## Geographie
Saint-Cyr-du-Bailleul liegt etwa 50 Kilometer ostsüdöstlich des Stadtzentrums von Avranches. Die Gemeinde gehört zum Regionalen Naturpark Normandie-Maine. Umgeben wird Saint-Cyr-du-Bailleul von den Nachbargemeinden Barenton im Norden, Saint-Georges-de-Rouelley im Nordosten, Saint-Roch-sur-Égrenne im Osten, Saint-Mars-d’Égrenne im Südosten, Mantilly im Süden und Le Teilleul im Südwesten und Westen.

## Bevölkerungsentwicklung
| Jahr                       | 1962 | 1968 | 1975 | 1982 | 1990 | 1999 | 2006 | 2018 |
| Einwohner                  | 858  | 699  | 660  | 625  | 490  | 444  | 428  | 384  |
| Quellen: Cassini und INSEE |      |      |      |      |      |      |      |      |

## Sehenswürdigkeiten
- Menhir Pierre Saint-Martin
- Kirche Saint-Cyr-et-Sainte-Julitte
- Kapelle von Le Jarry
- Schloss Le Bailleul
- Schloss La Motte

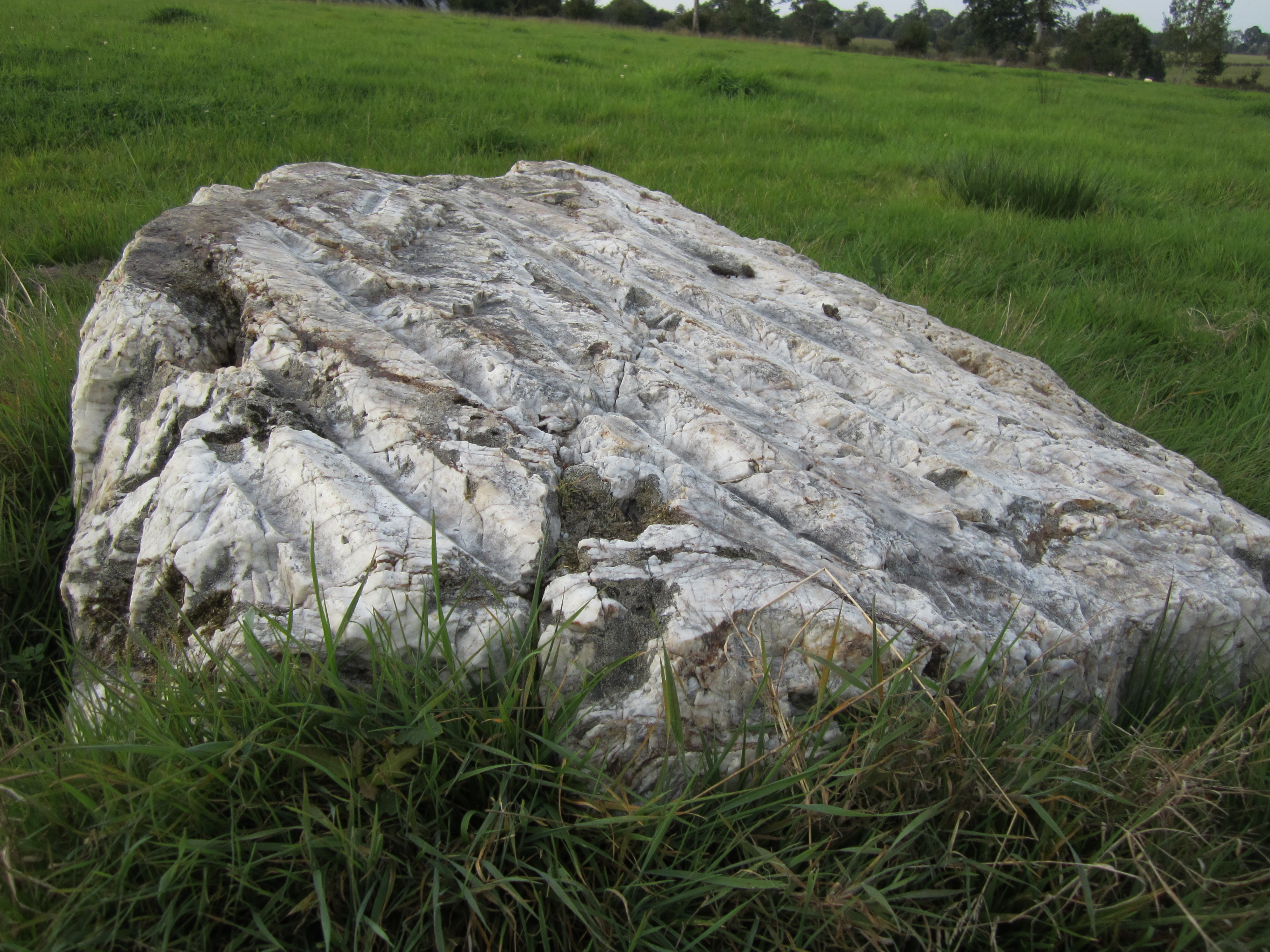
Menhir Saint-Pierre
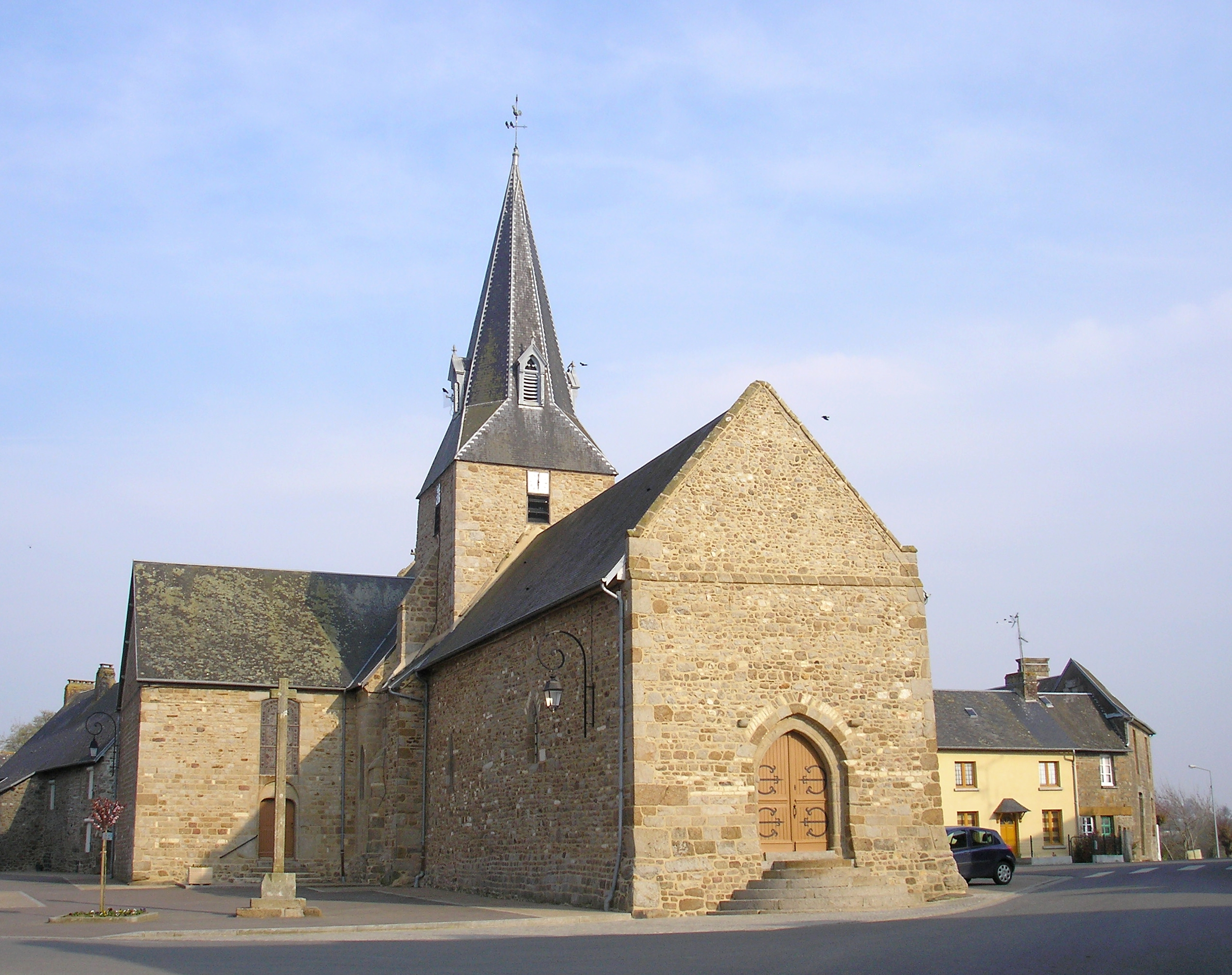
Kirche Saint-Cyr-et-Sainte-Julitte
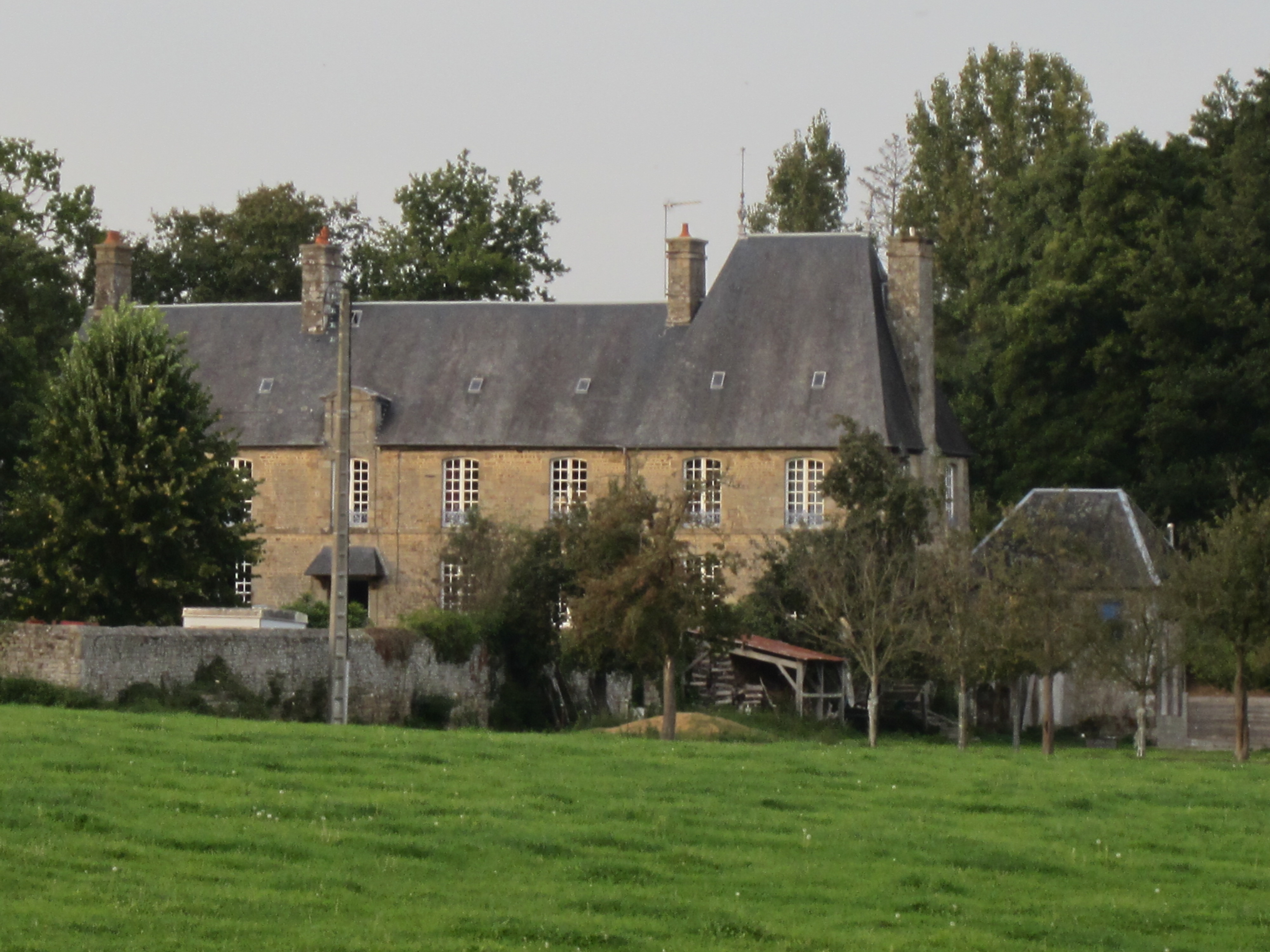
Schloss Le Bailleul
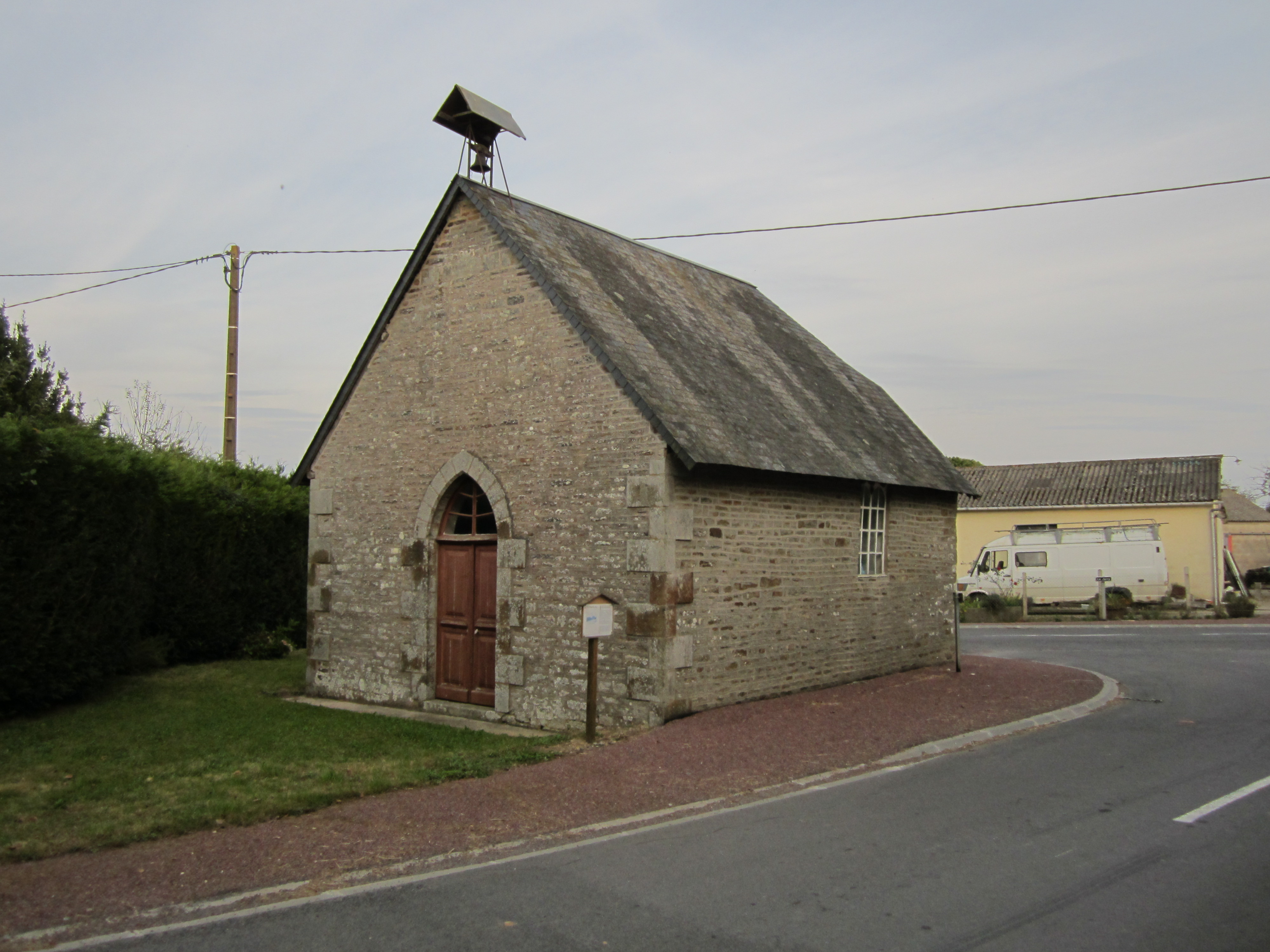
Kapelle von Le Jarry